# Kothinallur
Kothinallur is een panchayatdorp in het district Kanyakumari van de Indiase staat Tamil Nadu. 

## Demografie
Volgens de Indiase volkstelling van 2001 wonen er 15.877 mensen in Kothinallur, waarvan 49% mannelijk en 51% vrouwelijk is. De plaats heeft een alfabetiseringsgraad van 79%. 